# Mads Laudrup
Pour les articles homonymes, voir Laudrup.
Mads Thunø Laudrup, né le 9 février 1989 à Milan en Italie, est un footballeur danois qui évolue au poste de milieu de terrain.
Formé au FC Copenhague avec qui il est champion du Danemark en 2007, il joue ensuite principalement au HB Køge. IL est le fils de l'international danois Michael Laudrup, élu meilleur footballeur danois de tous les temps par la fédération danoise de football en 2006 et le neveu de Brian Laudrup, autre international danois.

## Biographie
Il est le fils du footballeur international Danois Michael Laudrup, qui a été sacré meilleur footballeur danois de tous les temps par la fédération danoise de football en 2006. L'oncle de Mads Laudrup n'est autre que l'international danois Brian Laudrup et son grand-père, l'international danois Finn Laudrup. Son jeune frère, Andreas Laudrup, est aussi joueur professionnel.

## Carrière
Mads Laudrup joue pour le Kjøbenhavns Boldklub (KB), l'équipe réserve du multiple champion danois, le FC Copenhague (FCK), pendant qu'il étudie à « Falkonergårdens Gymnasium ». Il fait ses débuts pour l'équipe du Danemark des moins de 16 ans en janvier 2005, et joue trois rencontres, tous en tant que capitaine. En août 2005, il est appelé par l'équipe des moins de 17 ans, et marque un but sur pénalty dès ses débuts. Il y a ensuite joué 14 matches, tous encore comme capitaine. 
Il fait ses débuts pour FC Copenhague, lors du tournoi amical de la Viasat Cup 2006. Après avoir joué la moitié de la saison 2006-2007 pour le KB, Mads Laudrup fait partie de l'équipe du FCK pour la Royal League 2006-2007
À l'été 2007, il signe un contrat en équipe première, qui lui permet de rester au club jusqu'au 30 juin 2009. Toutefois il ne confirme pas les espoirs placés en lui et ne joue que cinq matchs en trois ans toutes compétitions confondues.
Il rejoint le Herfølge BK le 14 janvier 2009, qui devient le HB Køge en juillet 2009.
En 2013 il participe à la 10e saison de l'émission Vild med dans, la version danoise de Danse avec les stars.

## Palmarès
- Champion du Danemark en 2007 avec le FC Copenhague